# 켈밋메탈
켈밋 메탈(Kelmet Metal)은 미끄럼 베어링 용도로 사용하는 합금으로서, 열전도율이 좋아 주로 고온 고하중을 받는 베어링에 사용한다. 주성분인 구리(Cu)에 납(Pb) 28~42%, 니켈(Ni) 또는 은(Ag) 2% 이하, 철(Fe) 0.80% 이하로 구성된다.